# Cucalón
Cucalón è un comune spagnolo di 80 abitanti situato nella comunità autonoma dell'Aragona.